# Baxter International
Baxter International Inc. es una compañía estadounidense de atención médica Fortune 500 con sede en Deerfield, Illinois. La compañía se centra principalmente en productos para tratar la hemofilia, la enfermedad renal, los trastornos inmunes y otras afecciones médicas crónicas y agudas. La compañía tuvo ventas en 2017 de US$10,6 mil millones, en dos negocios: BioScience y Medical Products. El negocio BioScience de Baxter produce proteínas recombinantes y de plasma sanguíneo para tratar la hemofilia y otros trastornos hemorrágicos; terapias basadas en plasma para tratar deficiencias inmunes y otras afecciones crónicas y agudas relacionadas con la sangre; productos para medicina regenerativa y vacunas. El negocio de productos médicos de Baxter elabora fármacos intravenosos y de otros tipos, utilizados en el suministro de fluidos y medicamentos a los pacientes; anestésicos por inhalación; servicios de fabricación por contrato; y medicamentos para tratar la enfermedad renal en etapa terminal o la insuficiencia renal irreversible, incluidos los utilizados para diálisis peritoneal y hemodiálisis.

## Historia
Baxter International fue fundada en 1931 por Donald Baxter y Ralph Falk, un médico con sede en Los Ángeles, como fabricante y distribuidor de soluciones de terapia intravenosa. Al ver la necesidad de productos más cercanos al Medio Oeste, la compañía abrió una planta de fabricación en Glenview, Illinois, en 1933. El interés de Baxter fue adquirido en 1935 por Ralph Falk, quien estableció una función de investigación y desarrollo. En 1939, la compañía desarrolló un recipiente de recolección de tipo de vacío, extendiendo la vida útil de la sangre de horas a semanas. En 1954, la compañía expandió sus operaciones fuera de los Estados Unidos al abrir una oficina en Bélgica. En 1956, Baxter International introdujo el primer riñón artificial en funcionamiento, y en 1971 se convirtió en miembro de Fortune 500.
En 1971, Baxter construyó una importante planta de fabricación en Ashdod, Israel, y como resultado, la compañía fue incluida en la lista de boicots de la Liga Árabe a principios de la década de 1980.
A lo largo de las décadas de 1980 y 1990, la compañía se expandió para ofrecer una mayor variedad de productos y servicios (incluidas vacunas, una mayor variedad de productos sanguíneos) a través de adquisiciones de varias compañías. Las instalaciones de ventas y producción también se expandieron por todo el mundo.
En 1982, Baxter adquirió Medcom, Inc., una empresa con sede en Nueva York fundada por Richard Fuisz y su hermano, que tenía grandes mercados en los Estados Unidos y Arabia Saudita. El presidente ejecutivo de Baxter, Vernon Loucks, despidió a Fuisz, quien luego presentó cargos contra el boicot contra Baxter ante la Oficina de Cumplimiento Antic boicot (OAC) del Departamento de Comercio de los EE. UU.. Fuisz alegó que Baxter había vendido su rentable instalación de Ashdod a Teva Pharmaceutical Industries en 1988 mientras negociaba simultáneamente la construcción de una planta similar en Siria en asociación con el ejército sirio para ser eliminado de la lista negra de la Liga Árabe en 1989. En 1993 Baxter se declaró culpable de un delito grave en relación con una ley contra el boicot en los Estados Unidos.
El 15 de julio de 1985, el CEO de American Hospital Supply Corporation, Karl D. Bays, y el entonces CEO de Baxter, Vernon R. Loucks Jr., firmaron un acuerdo que fusionó a dos de los "mayores productores de suministros médicos" de los Estados Unidos. Este fue un "enfoque de una sola Baxter" en el que la compañía proporcionó "del 70% al 80% de lo que un hospital necesitaba".
En 1991, la filial de infusión en el hogar de Baxter, Caremark, "fue acusada por el gobierno de pagar a los médicos para dirigir a los pacientes a su servicio de drogas intravenosas". En 1992, Caremark se separó de Baxter International. Caremark recibió una multa de US$160 millones por el esquema de "cuatro años de fraude postal y soborno" en el que la "unidad de negocios de infusión en el hogar realizaba pagos semanales a decenas de médicos que promediaron alrededor de $ 75 por paciente por derivar a esos pacientes a sus servicios "Algunos doctores ganaron hasta US$80 000 al año por los sobornos, según documentos del gobierno".
En 1996, la compañía llegó a un acuerdo de cuatro vías por US$640 millones con hemofílicos 1999 en relación con los concentrados de coagulación de la sangre que estaban infectados con el VIH. Bajo la presión de los accionistas debido al bajo rendimiento y a una fusión fallida, Loucks se vio obligado a renunciar.
Baxter adquirió la firma de dispositivos médicos Baxa el 10 de noviembre de 2011. En 2011, Hikma Pharmaceuticals PLC completó la adquisición del negocio de inyectables genéricos de los Estados Unidos de Baxter Healthcare Corporation (Multi-Source Injectables o MSI).
En julio de 2013, los reguladores antimonopolio de la Unión Europea aprobaron la oferta de Baxter por Gambro de Suecia. 
En marzo de 2014, Baxter anunció planes para crear dos compañías de salud independientes y globales, una centrada en el desarrollo y comercialización de productos farmacéuticos biológicos y la otra en productos médicos. La compañía de productos médicos retuvo el nombre de Baxter International Inc. y la compañía de productos biofarmacéuticos se llama Baxalta y se escindió como una nueva compañía pública que apareció en las juntas de negociación a partir del 1 de julio de 2015.
En julio de 2014, Baxter anunció que saldría del negocio de las vacunas, vendiendo su cartera comercial de vacunas a Pfizer (se espera que la venta se cierre a finales de año) y explorando opciones para su programa de I + D de vacunas, incluida la gripe. En octubre de 2015, José E. Almeida fue nombrado presidente y director ejecutivo. En enero de 2016, Shire PLC acordó adquirir Baxalta por US$32 mil millones.
En diciembre de 2016, Baxter anunció que adquiriría la subsidiaria de inyectables de Claris Lifesciences, Claris Injectables, por US$625 millones.

## Exempleados
Durante el mandato de Vernon Loucks, quien fue CEO de Baxter de 1980 a 1998 y presidente de 1987 a 1999, las ventas de la compañía "se cuadruplicaron a $ 5,7 mil millones, mientras que su fuerza laboral aumentó de 30,000 a 42,000". Durante ese tiempo, Loucks contrató y preparó personal que se convirtió en CEO en otro lugar. Los alumnos de Baxter preparados por Loucks incluyeron a Terry Mulligan de MedAssets, Lance Piccolo de Caremark, Mike Mussallem de Edwards Lifesciences Corp y CEOs de Boston Scientific Corp. y Cardinal Health.

## Actividades medioambientales
En 1997, un informe producido por la compañía indicó que los cambios realizados para reducir los impactos ambientales generaron ahorros que excedieron su costo, produciendo una ganancia neta. Los informes abarcaban toda la empresa, con una variedad de agregación e informes, incluidos los sitios de Internet e intranet de la empresa. La compañía fue una de las primeras en unirse al movimiento "verde y codicioso", cuyo objetivo es disminuir los impactos ambientales de la fabricación de sus productos y ahorrarle dinero a la compañía. En 2009, la compañía anunció que había alcanzado una variedad de sus objetivos amigables con el medio ambiente y que continuaría tratando de reducir los desechos, las emisiones, el uso de energía y los incidentes ambientales en los próximos años.

## Estructura
| Nombre            | Foco | 2013 ventas (en miles de millones) | Porcentaje de ventas totales |
| ----------------- | --- | ---------------------------------- | ---------------------------- |
| BioScience        | Terapia de hemofilia; terapia de anticuerpo; terapia de cuidado crítico; pulmonology terapia; biosurgery productos; vacunas | $6.4                               | 43%                          |
| Productos médicos | #IV soluciones, premixed fármacos, bombas de infusión y conjuntos de administración; parenteral productos de nutrición; anestesia; formulación de fármaco y pharma partnering; peritoneal dialysis productos; hemodialysis productos; terapia de sustitución renal continua | $10.3                              | 57%                          |

La compañía tuvo ventas en 2014 de $ 16.7 mil millones, en dos negocios: BioScience (ventas de 2013 - $ 6.6 mil millones) y productos médicos ($ 8.7 mil millones). Las ventas en 2013 fueron del 42% en los Estados Unidos, el 30% en Europa, el 16% en Asia, el 12% en América Latina y Canadá. En 2011, Baxter tenía aproximadamente 61,500 empleados. El desglose de los empleados regionales en 2013 fue del 36% en los Estados Unidos; 34% en Europa; 16% en Asia; 14% en América Latina y Canadá. En 2013, Baxter International gastó más de $ 1.2 mil millones en investigación y desarrollo. Al 31 de diciembre de 2016, la compañía tenía aproximadamente 48,000 empleados.

### Gobierno corporativo
En 1953 William Graham se convirtió en el CEO de la compañía. Vernon Loucks se convirtió en presidente y CEO en 1980. Loucks se vio obligado a renunciar por los accionistas. Cuando los accionistas obligaron a Loucks a renunciar,

"En enero, cuando Vernon Loucks de Baxter International Inc. renunció a sus deberes de CEO después de 18 años, los directores le entregaron una subvención especial de 950,000 acciones" con el propósito específico de motivarlo a "implementar" una transición sin problemas responsabilidades: "Si el Sr. Loucks vende todas las 400,000 acciones que puede ejercer al final del año y el precio de las acciones de Baxter se mantiene en su nivel actual, ganará más de $ 4 millones".
The Wall Street Journal, 29 de abril, 1999

Loucks Estuvo tenido éxito por Harry Kraemer, quién estuvo tenido éxito por Robert Parkinson, quién tomó el CEO posición en 2004.

## Vacuna de H1N1
En junio de 2009, Baxter International anunció que esperaba tener la primera vacuna comercial contra la influenza H1N1 ("gripe porcina") ya en julio del mismo año. La compañía ha trabajado entre la Organización Mundial de la Salud y los Centros para el Control y la Prevención de Enfermedades de los Estados Unidos sobre la vacuna, y utiliza una tecnología basada en células en lugar de huevo que permite un tiempo de producción más corto.

## Filantropía
En 2008, Baxter lanzó Science@Work: Expanding Minds with Real-World Science, que apoya la capacitación de docentes y el desarrollo estudiantil en atención médica y biotecnología en las Escuelas Públicas de Chicago.
En 2013, la compañía se incluyó en The Civic 50, una lista de las compañías más orientadas a la comunidad en Estados Unidos de la Conferencia Nacional sobre Ciudadanía y Puntos de Luz, publicada por Bloomberg.
En 2014, aproximadamente 6.300 empleados de Baxter se ofrecieron como voluntarios en sus comunidades a través del programa Dollars for Doers de The Baxter International Foundation, abordando preocupaciones locales como la atención médica, el medio ambiente y la educación. En 2014, Baxter y The Baxter International Foundation donaron más de $ 50 millones.
Baxter fue incluido por decimotercer año en la lista de los 100 mejores ciudadanos corporativos de la revista Corporate Responsibility en 2014 por su desempeño en responsabilidad social.

## Controversias

### Brote de hepatitis B de Hemofil de 1975
En agosto de 1975, Baxter / Travenol retiró un producto de factor de coagulación Hemofil después de que el producto se asociara con un brote de hepatitis B.

### 1983 colección de plasma de la prisión
Baxter, desconocido para la FDA, continuó usando plasma de prisión en la producción de concentrado de factor hasta octubre de 1983, a pesar de haber llegado a un acuerdo con la FDA (11 meses antes) de que ya no usaría plasma de prisión de EE. UU., Lo que representaba un alto riesgo de transmisión de virus

### Demanda japonesa de hemofilia por el VIH en 1996
Se anunció en el primer trimestre de 1996 que Baxter había acordado resolver una demanda que involucraba a 200 pacientes japoneses de hemofilia que se habían infectado con el VIH como resultado del uso de productos de hemofilia contaminados que no estaban calentados. Los tribunales japoneses ordenaron que cada víctima recibiera $ 411,460 antes del 29 de marzo de ese año.

### Desastre de altano del 2001
```
   
articulo principal: 
Desastre de altano del 2001''
```

El desastre de Baxter Althane en el otoño de 2001 fue una serie de 56 muertes súbitas de pacientes con insuficiencia renal en España, Croacia, Italia, Alemania, Taiwán, Colombia y Estados Unidos (principalmente Nebraska y Texas). Todos habían recibido tratamiento hospitalario con equipos de hemodiálisis de altano, una gama de productos fabricados por Baxter International, EE. UU..

### 2008: Adulteración de heparina china
En 2008, la calidad de los productos anticoagulantes producidos por Baxter se puso en tela de juicio cuando se relacionaron con 19 muertes en los Estados Unidos. Tras la inspección, se descubrió que uno de los ingredientes crudos utilizados por Baxter estaba contaminado, entre 5 y 20 por ciento, con una sustancia que era similar, pero no idéntica, al ingrediente en sí. La compañía inició un retiro voluntario, suspendió temporalmente la fabricación de heparina y lanzó una investigación.
La investigación sobre la contaminación se ha centrado en la heparina cruda producida por Changzhou Scientific Protein Laboratories, una rama con sede en China de Scientific Protein Laboratories, con sede en Waunakee, Wisconsin. Debido a errores de procedimiento, las instalaciones de Changzhou SPL nunca fueron sometidas a inspección por parte de funcionarios de la FDA de EE. UU., Como lo exigen las reglamentaciones de la FDA. Además, los productos de Changzhou SPL nunca fueron certificados como seguros para su uso en productos farmacéuticos por funcionarios chinos de la FDA, debido al registro de Changzhou SPL como una compañía química en lugar de un fabricante farmacéutico. Aunque Baxter fue el primero en retirar la heparina debido al aumento de las reacciones adversas, después de que se identificó el contaminante y se compartieron los protocolos de prueba con otros fabricantes a nivel mundial, más de una docena de otras compañías en casi una docena de países emitieron retiros, que se vincularon a ciertos puntos de suministro en China.

### Contaminación por gripe aviar 2009
A principios de 2009, se descubrió que las muestras de material viral suministradas por Baxter International a una serie de laboratorios europeos estaban contaminadas con el virus vivo de la gripe aviar (virus de la Influenza A subtipo H5N1). Se descubrió que las muestras del virus de la gripe estacional menos dañino (subtipo H3N2) se mezclaron con la cepa mortal H5N1 después de que una vacuna hecha del material mató a los animales de prueba en un laboratorio en la República Checa. Aunque el laboratorio de la República Checa evitó las graves consecuencias, Baxter afirmó que los controles fallidos sobre la distribución del virus eran "estrictos" y que había "pocas posibilidades" de que el virus letal dañara a los humanos.

### Inflación del costo de los medicamentos en 2009
El 2 de julio de 2009, el fiscal general de Kentucky Jack Conway anunció un acuerdo entre el estado y Baxter Healthcare Corporation, una subsidiaria de Baxter International, por un valor de $ 2 millones. La compañía había estado inflando el costo de los medicamentos intravenosos vendidos a Medicaid de Kentucky, a veces hasta 1300%.

### 2010 infecciones de hepatitis C
En 2010, un jurado en Las Vegas, Nevada, ordenó a Baxter and Teva Pharmaceuticals que pagaran $ 144 millones a pacientes que habían sido infectados con hepatitis C después de que los médicos reutilizaran por error los suministros médicos sucios para administrar propofol a los pacientes, aunque la etiqueta de propofol establece claramente que es para uso en un solo paciente y los procedimientos asépticos deben usarse en todo momento. Según un acuerdo de indemnización de 2009 entre Teva (el fabricante) y Baxter (que actúa como distribuidor en nombre de Teva), Teva defendió y pagó los litigios y los acuerdos relacionados.

### 2010 retiro de la bomba de infusión
En 2010, Baxter recibió la orden de la FDA de retirar del mercado todas sus bombas de infusión Colleague debido a 87 retiros y muertes asociadas con la bomba.

### 2008–2010 evasión de impuesto
En diciembre de 2011, la organización no partidista Public Campaign criticó a Baxter por gastar $ 10.45 millones en cabildeo y no pagar ningún impuesto durante 2008-2010, en cambio recibió $ 66 millones en reembolsos de impuestos, a pesar de obtener una ganancia de $ 926 millones.

### 2007-2020 Servicios de Logística y Transportación (Translog)
Servicios de Logística y Transportación (Translog) acusa por incumplimiento de contrato con valor de $ 1,500 millones de pesos mexicans a Baxter. Durante el proceso que ha llevado y 13 años se han descubiertos Fraudes, Sobornos, Tráfico de influencia. A la fecha la empresa Baxter debe una cantidad aproximada de $100 millones de dollares por servicios.
1.- Grabación abogados Baxter (Influencia del procurador Rodolfo Ríos Garza y Sub procurador Edmundo Garrido) - https://youtu.be/4JK70RL6oXk?t=54
2.- Grabación abogados Baxter (Manipulación de ex-empleados para mentir al ministerio público) - https://youtu.be/xCNloBrylPs?t=16
En los sexenios de Felipe Calderon y Peña Nieto, el proceso del caso sufrió varias inconsistencias o tráfico de influencias que concuerdan con las grabaciones.